# Danh sách cầu thủ tham dự Giải vô địch bóng đá U-23 châu Á 2020
Dưới đây là danh sách các đội hình cho mỗi đội tuyển quốc gia được thi đấu tại Giải vô địch bóng đá U-23 châu Á 2020. Giải đấu diễn ra ở Thái Lan, giữa ngày 8–26 tháng 1 năm 2020. Đây là cuộc thi nhóm tuổi U-23 thứ tư do Liên đoàn bóng đá châu Á được tổ chức. Vì giải đấu không được tổ chức trong Lịch thi đấu Trận đấu Quốc tế FIFA, các câu lạc bộ không bắt buộc phải giải phóng các cầu thủ.
Mười sáu đội tuyển quốc gia tham gia giải đấu được yêu cầu phải đăng ký một đội hình tối thiểu 18 và tối đa 23 cầu thủ, tối thiểu ba cầu thủ trong số họ phải là thủ môn (Quy định Điều 24.1 và 24.2). Chỉ có các cầu thủ trong các đội hình này mới đủ điều kiện tham gia giải đấu. Các cầu thủ sinh vào hoặc sau ngày 1 tháng 1 năm 1997 đã đủ điều kiện để tham gia giải đấu. AFC đã công bố danh sách cuối cùng có các số đội hình trên trang web của họ vào ngày 2 tháng 1 năm 2020.
Danh sách đội hình đầy đủ dưới đây. Độ tuổi được liệt kê cho mỗi cầu thủ là vào ngày 8 tháng 1 năm 2020, ngày thứ 1 của giải đấu. Quốc tịch cho mỗi câu lạc bộ phản ánh hiệp hội quốc gia (không phải giải đấu) mà câu lạc bộ được liên kết. Một lá cờ được bao gồm cho các huấn luyện viên có quốc tịch khác với đội tuyển quốc gia của họ. Các cầu thủ trong mặt chữ đậm đã được giới hạn ở cấp quốc tế đầy đủ tại một số điểm trong sự nghiệp của họ.

## Bảng A

### Thái Lan
Huấn luyện viên:  Nishino Akira
Đội hình vòng sơ loại đã được công bố vào ngày 23 tháng 12 năm 2019. Đội hình cuối cùng đã được công bố vào ngày 30 tháng 12 năm 2019.
| 0#0 | Vị trí | Cầu thủ                 | Ngày sinh và tuổi           | Câu lạc bộ        |
| --- | ------ | ----------------------- | --------------------------- | ----------------- |
| 1   | TM     | Korraphat Nareechan     | 7 tháng 10, 1997 (22 tuổi)  | Chiangmai         |
| 2   | HV     | Thitawee Auksornsri     | 8 tháng 11, 1997 (22 tuổi)  | Police Tero       |
| 3   | HV     | Thitathorn Auksornsri   | 8 tháng 11, 1997 (22 tuổi)  | Police Tero       |
| 4   | HV     | Chatchai Saengdao       | 11 tháng 1, 1997 (22 tuổi)  | Muangthong United |
| 5   | HV     | Shinnaphat Leeaoh       | 2 tháng 2, 1997 (22 tuổi)   | Chiangrai United  |
| 6   | TV     | Airfan Doloh            | 26 tháng 1, 2001 (18 tuổi)  | Buriram United    |
| 7   | TV     | Wisarut Imura           | 18 tháng 10, 1997 (22 tuổi) | Bangkok United    |
| 8   | TV     | Worachit Kanitsribampen | 24 tháng 8, 1997 (22 tuổi)  | Chonburi          |
| 9   | TĐ     | Supachai Jaided         | 1 tháng 12, 1998 (21 tuổi)  | Buriram United    |
| 10  | TV     | Supachok Sarachat       | 22 tháng 5, 1998 (21 tuổi)  | Buriram United    |
| 11  | TV     | Anon Amornlerdsak       | 6 tháng 11, 1997 (22 tuổi)  | Bangkok United    |
| 12  | HV     | Meechok Marhasaranukun  | 12 tháng 12, 1997 (22 tuổi) | Suphanburi        |
| 13  | TV     | Jaroensak Wonggorn      | 18 tháng 5, 1997 (22 tuổi)  | Samut Prakan City |
| 14  | HV     | Peerawat Akkratum       | 3 tháng 12, 1998 (21 tuổi)  | PT Prachuap       |
| 15  | HV     | Saringkan Promsupa      | 29 tháng 3, 1997 (22 tuổi)  | Muangthong United |
| 16  | TV     | Sorawit Panthong        | 20 tháng 2, 1997 (22 tuổi)  | Muangthong United |
| 17  | TĐ     | Suphanat Mueanta        | 2 tháng 8, 2002 (17 tuổi)   | Buriram United    |
| 18  | HV     | Kritsada Kaman          | 18 tháng 3, 1999 (20 tuổi)  | Chonburi          |
| 19  | TĐ     | Nantawat Suankaew       | 8 tháng 12, 1997 (22 tuổi)  | Rayong            |
| 20  | TM     | Kiadtisak Chaodon       | 19 tháng 7, 1998 (21 tuổi)  | Udon Thani        |
| 21  | TV     | Kanarin Thawornsak      | 27 tháng 5, 1997 (22 tuổi)  | Port FC           |
| 22  | TV     | Ben Davis               | 24 tháng 11, 2000 (19 tuổi) | Fulham            |
| 23  | TM     | Supawat Yokakul         | 10 tháng 2, 2000 (19 tuổi)  | Samut Prakan City |

### Iraq
Huấn luyện viên: Abdul-Ghani Shahad
Đội hình cuối cùng đã được công bố vào ngày 1 tháng 1 năm 2020.
| 0#0 | Vị trí | Cầu thủ             | Ngày sinh và tuổi           | Câu lạc bộ              |
| --- | ------ | ------------------- | --------------------------- | ----------------------- |
| 1   | TM     | Arian Sevok         | 1 tháng 7, 1997 (22 tuổi)   | Zakho                   |
| 2   | HV     | Mustafa Mohammed    | 14 tháng 1, 1998 (21 tuổi)  | Al-Zawraa               |
| 3   | HV     | Mustafa Maan        | 15 tháng 1, 1997 (22 tuổi)  | Al-Quwa Al-Jawiya       |
| 4   | HV     | Najm Shwan          | 9 tháng 7, 1997 (22 tuổi)   | Al-Zawraa               |
| 5   | TV     | Abdulabbas Ayad     | 18 tháng 3, 2000 (19 tuổi)  | Al-Naft                 |
| 6   | TV     | Amir Al-Ammari      | 27 tháng 7, 1997 (22 tuổi)  | Jönköpings Södra        |
| 7   | TĐ     | Murad Mohammed      | 1 tháng 4, 1997 (22 tuổi)   | Al-Kahrabaa             |
| 8   | TV     | Ali Qasim           | 17 tháng 2, 1997 (22 tuổi)  | Al-Najaf                |
| 9   | TĐ     | Mohammed Nassif     | 25 tháng 8, 1997 (22 tuổi)  | Al-Quwa Al-Jawiya       |
| 10  | TV     | Mohammed Ridha      | 17 tháng 2, 2000 (19 tuổi)  | Al-Zawraa               |
| 11  | TV     | Omer Assi           |                             | Al-Karkh                |
| 12  | TM     | Ali Kadhim          | 24 tháng 10, 1997 (22 tuổi) | Naft Al-Wasat           |
| 13  | HV     | Ihab Jarir          | 11 tháng 1, 1997 (22 tuổi)  | Al-Quwa Al-Jawiya       |
| 14  | TV     | Hussein Jabbar      | 9 tháng 3, 1998 (21 tuổi)   | Al-Quwa Al-Jawiya       |
| 15  | HV     | Alaa Raad           | 20 tháng 2, 1998 (21 tuổi)  | Al-Zawraa               |
| 16  | TĐ     | Ahmed Sartip        | 20 tháng 2, 2000 (19 tuổi)  | Al-Naft                 |
| 17  | HV     | Hasan Raed          | 23 tháng 9, 2000 (19 tuổi)  | Al-Quwa Al-Jawiya       |
| 18  | TĐ     | Mueen Ahmed         |                             | Al-Najaf                |
| 19  | HV     | Muntadher Abdulsada | 3 tháng 12, 2000 (19 tuổi)  | Al-Sinaat Al-Kahrabaiya |
| 20  | TV     | Sadeq Zamil         | 15 tháng 7, 1999 (20 tuổi)  | Naft Al-Wasat           |
| 21  | HV     | Muntadher Sattar    | 4 tháng 1, 1997 (23 tuổi)   | Al-Sinaat Al-Kahrabaiya |
| 22  | TM     | Husam Mahdi         | 6 tháng 1, 1997 (23 tuổi)   | Al-Minaa                |
| 23  | TV     | Mohammed Mezher     | 24 tháng 3, 1998 (21 tuổi)  | Naft Maysan             |

### Úc
Huấn luyện viên: Graham Arnold
Đội hình cuối cùng đã được công bố vào ngày 30 tháng 12 năm 2019. Vào ngày 1 tháng 1 năm 2020, họ đã được công bố rằng Daniel Margush được thay thế Tom Heward-Belle, cầu thủ bị loại vì chấn thương.
| 0#0 | Vị trí | Cầu thủ             | Ngày sinh và tuổi           | Câu lạc bộ               |
| --- | ------ | ------------------- | --------------------------- | ------------------------ |
| 1   | TM     | Tom Glover          | 24 tháng 12, 1997 (22 tuổi) | Melbourne City           |
| 2   | HV     | Gabriel Cleur       | 31 tháng 1, 1998 (21 tuổi)  | Alessandria              |
| 3   | HV     | Alex Gersbach       | 8 tháng 5, 1997 (22 tuổi)   | Aarhus                   |
| 4   | HV     | Dylan Ryan          | 10 tháng 6, 2000 (19 tuổi)  | Willem II                |
| 5   | HV     | Joshua Laws         | 26 tháng 2, 1998 (21 tuổi)  | Fortuna Düsseldorf       |
| 6   | HV     | Tass Mourdoukoutas  | 3 tháng 3, 1999 (20 tuổi)   | Western Sydney Wanderers |
| 7   | TĐ     | Ramy Najjarine      | 23 tháng 4, 2000 (19 tuổi)  | Melbourne City           |
| 8   | TV     | Zach Duncan         | 31 tháng 5, 2000 (19 tuổi)  | Aarhus                   |
| 9   | TĐ     | Al Hassan Toure     | 30 tháng 5, 2000 (19 tuổi)  | Adelaide United          |
| 10  | TV     | Denis Genreau       | 21 tháng 5, 1999 (20 tuổi)  | Melbourne City           |
| 11  | TĐ     | Reno Piscopo        | 27 tháng 5, 1998 (21 tuổi)  | Wellington Phoenix       |
| 12  | TM     | Jordan Holmes       | 8 tháng 5, 1997 (22 tuổi)   | Ebbsfleet United         |
| 13  | TV     | Aiden O'Neill       | 4 tháng 7, 1998 (21 tuổi)   | Brisbane Roar            |
| 14  | HV     | Thomas Deng         | 20 tháng 3, 1997 (22 tuổi)  | Melbourne Victory        |
| 15  | TĐ     | Nicholas D'Agostino | 25 tháng 2, 1998 (21 tuổi)  | Perth Glory              |
| 16  | TĐ     | Trent Buhagiar      | 27 tháng 2, 1998 (21 tuổi)  | Sydney FC                |
| 17  | TV     | Keanu Baccus        | 7 tháng 6, 1998 (21 tuổi)   | Western Sydney Wanderers |
| 18  | TM     | Daniel Margush      | 28 tháng 11, 1997 (22 tuổi) | Adelaide United          |
| 19  | TĐ     | Daniel Bouman       | 7 tháng 2, 1998 (21 tuổi)   | SC Cambuur               |
| 20  | HV     | Connor O'Toole      | 4 tháng 7, 1997 (22 tuổi)   | Brisbane Roar            |
| 21  | TĐ     | Jacob Italiano      | 30 tháng 7, 2001 (18 tuổi)  | Borussia Mönchengladbach |
| 22  | TĐ     | Ben Folami          | 8 tháng 6, 1999 (20 tuổi)   | Ipswich Town             |
| 23  | TV     | Connor Metcalfe     | 5 tháng 11, 1999 (20 tuổi)  | Melbourne City           |

### Bahrain
Huấn luyện viên:  Samir Chammam
Đội hình cuối cùng đã được công bố vào ngày 28 tháng 12 năm 2019.
| 0#0 | Vị trí | Cầu thủ            | Ngày sinh và tuổi           | Câu lạc bộ  |
| --- | ------ | ------------------ | --------------------------- | ----------- |
| 1   | TM     | Anwar Ahmed        | 19 tháng 9, 1997 (22 tuổi)  | Al-Najma    |
| 2   | HV     | Sayed Ameen        | 7 tháng 3, 1999 (20 tuổi)   | Sitra       |
| 3   | HV     | Ahmed Bughammar    | 30 tháng 12, 1997 (22 tuổi) | Al-Hidd     |
| 4   | HV     | Husain Jameel      | 3 tháng 10, 1997 (22 tuổi)  | Al-Muharraq |
| 5   | HV     | Hamad Al-Shamsan   | 29 tháng 9, 1997 (22 tuổi)  | Al-Riffa    |
| 6   | TV     | Abbas Al-Asfoor    | 2 tháng 3, 1999 (20 tuổi)   | Al-Shabab   |
| 7   | TV     | Ahmed Al-Sherooqi  | 22 tháng 5, 2000 (19 tuổi)  | Al-Muharraq |
| 8   | TV     | Mohamed Marhoon    | 12 tháng 2, 1998 (21 tuổi)  | Al-Riffa    |
| 9   | TV     | Ahmed Saleh        | 11 tháng 1, 1998 (21 tuổi)  | Al-Muharraq |
| 10  | TV     | Mohammed Al-Hardan | 6 tháng 10, 1997 (22 tuổi)  | Al-Muharraq |
| 11  | TV     | Abdulaziz Khalid   | 17 tháng 3, 1997 (22 tuổi)  | Al-Qalali   |
| 12  | HV     | Ahmed Al-Zaimoor   |                             | Al-Shabab   |
| 13  | TĐ     | Faisal Ebrahim     | 26 tháng 12, 1999 (20 tuổi) | Al-Muharraq |
| 14  | TV     | Hamza Al-Juban     | 17 tháng 4, 2000 (19 tuổi)  | Al-Muharraq |
| 15  | TĐ     | Hasan Al-Karrani   | 27 tháng 11, 1997 (22 tuổi) | Al-Muharraq |
| 16  | TĐ     | Sayed Hashim Isa   | 3 tháng 4, 1998 (21 tuổi)   | Al-Riffa    |
| 17  | TV     | Jasim Khelaif      | 22 tháng 2, 1998 (21 tuổi)  | Al-Hala     |
| 18  | TV     | Adnan Fawaz        | 30 tháng 10, 1999 (20 tuổi) | Al-Riffa    |
| 19  | TV     | Abdulrahman Ahmedi | 16 tháng 4, 1998 (21 tuổi)  | Al-Muharraq |
| 20  | HV     | Salem Adel         | 3 tháng 7, 1997 (22 tuổi)   | Al-Najma    |
| 21  | TM     | Yusuf Habib        | 9 tháng 1, 1998 (21 tuổi)   | Al-Malkiya  |
| 22  | TV     | Hasan Madan        | 27 tháng 10, 1998 (21 tuổi) | Al-Shabab   |
| 23  | TM     | Ammar Mohamed      | 10 tháng 2, 1999 (20 tuổi)  | Al-Manama   |

## Bảng B

### Qatar
Huấn luyện viên:  Félix Sánchez Bas
Đội hình sơ bộ đã được công bố vào ngày 29 tháng 12 năm 2019.
| 0#0 | Vị trí | Cầu thủ              | Ngày sinh và tuổi          | Câu lạc bộ  |
| --- | ------ | -------------------- | -------------------------- | ----------- |
| 1   | TM     | Meshaal Barsham      | 14 tháng 2, 1998 (21 tuổi) | Al-Sadd     |
| 2   | TV     | Abdullah Saei        | 17 tháng 3, 1999 (20 tuổi) | Al-Gharafa  |
| 3   | HV     | Ali Malolah          | 26 tháng 2, 1999 (20 tuổi) | Al-Wakrah   |
| 4   | TV     | Tarek Salman         | 5 tháng 12, 1997 (22 tuổi) | Al-Sadd     |
| 5   | HV     | Ahmed Suhail         | 8 tháng 2, 1999 (20 tuổi)  | Al-Wakrah   |
| 6   | TV     | Mohammed Jadoua      | 18 tháng 9, 1999 (20 tuổi) | Al-Wakrah   |
| 7   | TĐ     | Yusuf Abdurisag      | 6 tháng 8, 1999 (20 tuổi)  | Al-Arabi    |
| 8   | TĐ     | Nasser Al Ahrak      | 5 tháng 1, 1999 (21 tuổi)  | Al-Khor     |
| 9   | TĐ     | Hassan Palang        | 2 tháng 4, 1998 (21 tuổi)  | Al-Wakrah   |
| 10  | TV     | Abdullah Al-Ahrak    | 10 tháng 5, 1997 (22 tuổi) | Al-Ahli     |
| 11  | TĐ     | Amro Surag           | 8 tháng 4, 1998 (21 tuổi)  | Al-Gharafa  |
| 12  | HV     | Khalifah Al-Malki    | 2 tháng 3, 1998 (21 tuổi)  | Al-Arabi    |
| 13  | HV     | Mohammed Emad        | 27 tháng 2, 2001 (18 tuổi) | Al-Ahli     |
| 14  | TV     | Adel Bader           | 17 tháng 1, 1997 (22 tuổi) | Al-Sailiya  |
| 15  | HV     | Jassem Jaber         | 20 tháng 2, 2002 (17 tuổi) | Al-Arabi    |
| 16  | TĐ     | Hashim Ali           | 17 tháng 8, 2000 (19 tuổi) | Al-Sadd     |
| 17  | TV     | Abdelrahman Moustafa | 5 tháng 4, 1997 (22 tuổi)  | Al-Ahli     |
| 18  | HV     | Ahmed Al-Minhali     | 5 tháng 5, 1999 (20 tuổi)  | Al-Sailiya  |
| 19  | TV     | Abdulrasheed Umaru   | 12 tháng 8, 1999 (20 tuổi) | Al-Ahli     |
| 20  | TĐ     | Khalid Muneer        | 24 tháng 2, 1998 (21 tuổi) | Al-Wakrah   |
| 21  | TM     | Yazan Naim           | 5 tháng 6, 1997 (22 tuổi)  | Umm Salal   |
| 22  | TM     | Mohammed Al-Bakri    | 28 tháng 3, 1997 (22 tuổi) | Al-Shahania |
| 23  | HV     | Homam Ahmed          | 25 tháng 8, 1999 (20 tuổi) | Al-Gharafa  |

### Nhật Bản
Huấn luyện viên: Moriyasu Hajime
Đội hình cuối cùng đã được công bố vào ngày 29 tháng 12 năm 2019.
| 0#0 | Vị trí | Cầu thủ           | Ngày sinh và tuổi           | Câu lạc bộ          |
| --- | ------ | ----------------- | --------------------------- | ------------------- |
| 1   | TM     | Kojima Ryosuke    | 30 tháng 1, 1997 (22 tuổi)  | Oita Trinita        |
| 2   | HV     | Tatsuta Yugo      | 21 tháng 6, 1998 (21 tuổi)  | Shimizu S-Pulse     |
| 3   | HV     | Watanabe Tsuyoshi | 5 tháng 2, 1997 (22 tuổi)   | FC Tokyo            |
| 4   | TV     | Suga Daiki        | 10 tháng 9, 1998 (21 tuổi)  | Consadole Sapporo   |
| 5   | HV     | Sugioka Daiki     | 8 tháng 9, 1998 (21 tuổi)   | Shonan Bellmare     |
| 6   | TV     | Saito Mitsuki     | 10 tháng 1, 1999 (20 tuổi)  | Shonan Bellmare     |
| 7   | TV     | Tanaka Shunta     | 26 tháng 5, 1997 (22 tuổi)  | Osaka University    |
| 8   | TV     | Tanaka Ao         | 10 tháng 9, 1998 (21 tuổi)  | Kawasaki Frontale   |
| 9   | TĐ     | Ogawa Koki        | 8 tháng 8, 1997 (22 tuổi)   | Mito HollyHock      |
| 10  | TV     | Meshino Ryotaro   | 18 tháng 6, 1998 (21 tuổi)  | Heart of Midlothian |
| 11  | TV     | Endo Keita        | 22 tháng 11, 1997 (22 tuổi) | Yokohama F. Marinos |
| 12  | TM     | Osako Keisuke     | 28 tháng 7, 1999 (20 tuổi)  | Sanfrecce Hiroshima |
| 13  | TĐ     | Ueda Ayase        | 10 tháng 9, 1998 (21 tuổi)  | Kashima Antlers     |
| 14  | TV     | Morishima Tsukasa | 25 tháng 4, 1997 (22 tuổi)  | Sanfrecce Hiroshima |
| 15  | HV     | Okazaki Makoto    | 10 tháng 10, 1998 (21 tuổi) | FC Tokyo            |
| 16  | TV     | Soma Yuki         | 25 tháng 2, 1997 (22 tuổi)  | Kashima Antlers     |
| 17  | HV     | Machida Koki      | 25 tháng 8, 1997 (22 tuổi)  | Kashima Antlers     |
| 18  | TĐ     | Tagawa Kyosuke    | 11 tháng 2, 1999 (20 tuổi)  | FC Tokyo            |
| 19  | TĐ     | Hatate Reo        | 21 tháng 11, 1997 (22 tuổi) | Juntendo University |
| 20  | HV     | Koga Taiyo        | 28 tháng 10, 1998 (21 tuổi) | Kashiwa Reysol      |
| 21  | TV     | Matsumoto Taishi  | 22 tháng 4, 1998 (21 tuổi)  | Sanfrecce Hiroshima |
| 22  | HV     | Hashioka Daiki    | 17 tháng 5, 1999 (20 tuổi)  | Urawa Red Diamonds  |
| 23  | TM     | Tani Kosei        | 22 tháng 11, 2000 (19 tuổi) | Gamba Osaka         |

### Ả Rập Xê Út
Huấn luyện viên: Saad Al-Shehri
Đội hình sơ bộ đã được công bố vào ngày 14 tháng 12 năm 2019. Đội hình cuối cùng đã được công bố vào ngày 31 tháng 12 năm 2019.
| 0#0 | Vị trí | Cầu thủ              | Ngày sinh và tuổi           | Câu lạc bộ |
| --- | ------ | -------------------- | --------------------------- | ---------- |
| 1   | TM     | Amin Al-Bukhari      | 2 tháng 5, 1997 (22 tuổi)   | Al-Ittihad |
| 2   | HV     | Abdullah Hassoun     | 19 tháng 3, 1997 (22 tuổi)  | Al-Ahli    |
| 3   | HV     | Abdulbassit Hindi    | 2 tháng 2, 1997 (22 tuổi)   | Al-Ahli    |
| 4   | HV     | Hassan Tombakti      | 9 tháng 2, 1999 (20 tuổi)   | Al-Wehda   |
| 5   | HV     | Abdulelah Al-Amri    | 15 tháng 1, 1997 (22 tuổi)  | Al-Nassr   |
| 6   | TV     | Sami Al-Najei        | 7 tháng 2, 1997 (22 tuổi)   | Abha       |
| 7   | TV     | Abdulrahman Ghareeb  | 31 tháng 3, 1997 (22 tuổi)  | Al-Ahli    |
| 8   | TV     | Nasser Al-Omran      | 13 tháng 7, 1997 (22 tuổi)  | Al-Shabab  |
| 9   | TĐ     | Abdullah Al-Hamdan   | 13 tháng 9, 1999 (20 tuổi)  | Al-Shabab  |
| 10  | TV     | Ayman Al-Khulaif     | 22 tháng 5, 1997 (22 tuổi)  | Al-Wehda   |
| 11  | TĐ     | Abdulrahman Al-Yami  | 19 tháng 6, 1997 (22 tuổi)  | Al-Hazem   |
| 12  | HV     | Mohammed Al-Shanqiti | 15 tháng 5, 1999 (20 tuổi)  | Al-Taawoun |
| 13  | HV     | Khaled Al-Dubaish    | 27 tháng 11, 1998 (21 tuổi) | Al-Adalah  |
| 14  | TV     | Ali Al-Hassan        | 4 tháng 3, 1997 (22 tuổi)   | Al-Fateh   |
| 15  | TV     | Hussain Al-Eisa      | 29 tháng 12, 2000 (19 tuổi) | Al-Adalah  |
| 16  | TV     | Yousef Al-Harbi      | 16 tháng 3, 1997 (22 tuổi)  | Al-Ahli    |
| 17  | TV     | Saad Al-Selouli      | 25 tháng 5, 1998 (21 tuổi)  | Al-Ettifaq |
| 18  | TV     | Khalid Al-Ghannam    | 8 tháng 11, 2000 (19 tuổi)  | Al-Qadsiah |
| 19  | TĐ     | Firas Al-Buraikan    | 14 tháng 5, 2000 (19 tuổi)  | Al-Nassr   |
| 20  | TV     | Mukhtar Ali          | 30 tháng 10, 1997 (22 tuổi) | Al-Nassr   |
| 21  | TM     | Saleh Al-Ohaymid     | 21 tháng 5, 1998 (21 tuổi)  | Al-Nassr   |
| 22  | TM     | Mohammed Al-Yami     | 14 tháng 8, 1997 (22 tuổi)  | Al-Ahli    |
| 23  | HV     | Saud Abdulhamid      | 18 tháng 7, 1999 (20 tuổi)  | Al-Ittihad |

### Syria
Huấn luyện viên: Ayman Hakeem
Đội hình sơ bộ đã được công bố vào ngày 28 tháng 12 năm 2019. Đội hình cuối cùng đã được công bố vào ngày 31 tháng 12 năm 2019.
| 0#0 | Vị trí | Cầu thủ               | Ngày sinh và tuổi           | Câu lạc bộ |
| --- | ------ | --------------------- | --------------------------- | ---------- |
| 1   | TM     | William Ghannam       | 1 tháng 1, 1998 (22 tuổi)   | Al-Wathba  |
| 2   | HV     | Mustafa Safrani       | 1 tháng 1, 2001 (19 tuổi)   | Al-Nawair  |
| 3   | HV     | Yousef Al-Hamwi       | 1 tháng 2, 1997 (22 tuổi)   | Al-Jaish   |
| 4   | HV     | Yosief Mohammad       | 1 tháng 1, 1999 (21 tuổi)   | Al-Wahda   |
| 5   | HV     | Fares Al-Arnaout      | 31 tháng 1, 1997 (22 tuổi)  | Al-Jaish   |
| 6   | TV     | Kamel Hmeisheh        | 1 tháng 1, 1998 (22 tuổi)   | Tishreen   |
| 7   | HV     | Khaled Kurdaghli      | 31 tháng 1, 1997 (22 tuổi)  | Tishreen   |
| 8   | TV     | Abdelkader Shaban     | 1 tháng 1, 2001 (19 tuổi)   | Al-Taliya  |
| 9   | TĐ     | Abd Al-Rahman Barakat | 1 tháng 1, 1998 (22 tuổi)   | Al-Wahda   |
| 10  | TĐ     | Kamel Koaeh           | 1 tháng 1, 1998 (22 tuổi)   | Al-Shorta  |
| 11  | TĐ     | Anas Alaji            | 7 tháng 1, 1998 (22 tuổi)   | Al-Wahda   |
| 12  | TĐ     | Milad Hamad           | 27 tháng 1, 1997 (22 tuổi)  | Al-Karamah |
| 13  | TV     | Mohamad Al-Barri      | 20 tháng 1, 1998 (21 tuổi)  | Al-Shorta  |
| 14  | TV     | Zeid Ghrir            | 10 tháng 1, 1998 (21 tuổi)  | Al-Karamah |
| 15  | TV     | Simon Amin            | 13 tháng 11, 1997 (22 tuổi) | Örebro SK  |
| 16  | TV     | Khalil Ibrahim        | 21 tháng 1, 1997 (22 tuổi)  | Al-Jazeera |
| 17  | TV     | Mohamad Rihanieh      | 1 tháng 1, 2001 (19 tuổi)   | Al-Ittihad |
| 18  | TĐ     | Mohamad Al-Hallak     | 1 tháng 1, 1999 (21 tuổi)   | Al-Wahda   |
| 19  | TĐ     | Abdulhadi Shalha      | 19 tháng 1, 1999 (20 tuổi)  | Al-Wahda   |
| 20  | TV     | Zakria Hannan         | 21 tháng 8, 1997 (22 tuổi)  | Al-Ittihad |
| 21  | TĐ     | Alaa Aldin Dali       | 3 tháng 1, 1997 (23 tuổi)   | Tishreen   |
| 22  | TM     | Yazan Ourabi          | 30 tháng 1, 1997 (22 tuổi)  | Al-Jaish   |
| 23  | TM     | Nabil Koro            | 10 tháng 1, 2000 (19 tuổi)  | Al-Jazeera |

## Bảng C

### Uzbekistan
Huấn luyện viên:  Ljubinko Drulović
Đội hình sơ bộ đã được công bố vào ngày 15 tháng 12 năm 2019. Đội hình cuối cùng đã được công bố vào ngày 27 tháng 12 năm 2019.
| 0#0 | Vị trí | Cầu thủ                 | Ngày sinh và tuổi           | Câu lạc bộ  |
| --- | ------ | ----------------------- | --------------------------- | ----------- |
| 1   | TM     | Abduvakhid Nematov      | 20 tháng 3, 2001 (18 tuổi)  | Nasaf       |
| 2   | HV     | Islom Kobilov           | 1 tháng 6, 1997 (22 tuổi)   | Bunyodkor   |
| 3   | HV     | Khojiakbar Alijonov     | 19 tháng 4, 1997 (22 tuổi)  | Pakhtakor   |
| 4   | HV     | Abdulla Abdullaev       | 1 tháng 9, 1997 (22 tuổi)   | Bunyodkor   |
| 5   | HV     | Dilshod Saitov          | 2 tháng 2, 1999 (20 tuổi)   | Nasaf       |
| 6   | TV     | Azizjon Ganiev          | 22 tháng 2, 1998 (21 tuổi)  | Nasaf       |
| 7   | HV     | Sharof Mukhitdinov      | 14 tháng 7, 1997 (22 tuổi)  | Nasaf       |
| 8   | TV     | Nurillo Tukhtasinov     | 19 tháng 2, 1997 (22 tuổi)  | Bunyodkor   |
| 9   | HV     | Jasurbek Yakhshiboev    | 24 tháng 6, 1997 (22 tuổi)  | AGMK        |
| 10  | TĐ     | Bobir Abdixolikov       | 23 tháng 4, 1997 (22 tuổi)  | Nasaf       |
| 11  | TĐ     | Mirjakhon Mirakhmadov   | 15 tháng 7, 1997 (22 tuổi)  | Bunyodkor   |
| 12  | TM     | Mashkhur Mukhammadjonov | 21 tháng 2, 1999 (20 tuổi)  | Nasaf       |
| 13  | HV     | Sherzod Nasrullaev      | 23 tháng 7, 1998 (21 tuổi)  | Nasaf       |
| 14  | TV     | Abror Ismoilov          | 8 tháng 1, 1998 (22 tuổi)   | Surkhon     |
| 15  | HV     | Oybek Rustamov          | 2 tháng 4, 1997 (22 tuổi)   | Kokand 1912 |
| 16  | TĐ     | Azizbek Amanov          | 30 tháng 10, 1997 (22 tuổi) | Lokomotiv   |
| 17  | TV     | Islom Kenjabaev         | 1 tháng 9, 1999 (20 tuổi)   | Nasaf       |
| 18  | TV     | Doston Ibragimov        | 23 tháng 1, 1997 (22 tuổi)  | Qizilqum    |
| 19  | HV     | Ilkhom Alijanov         | 5 tháng 3, 1998 (21 tuổi)   | Navbahor    |
| 20  | HV     | Khusniddin Alikulov     | 4 tháng 4, 1999 (20 tuổi)   | Nasaf       |
| 21  | TM     | Nizomiddin Ziyavutdinov | 25 tháng 4, 1998 (21 tuổi)  | AGMK        |
| 22  | TV     | Sanjar Kodirkulov       | 27 tháng 5, 1997 (22 tuổi)  | Bunyodkor   |
| 23  | TV     | Oybek Bozorov           | 7 tháng 8, 1997 (22 tuổi)   | Nasaf       |

### Hàn Quốc
Huấn luyện viên: Kim Hak-bum
Đội hình sơ bộ đã được công bố vào ngày 3 tháng 12 năm 2019. Đội hình cuối cùng đã được công bố vào ngày 24 tháng 12 năm 2019.
| 0#0 | Vị trí | Cầu thủ         | Ngày sinh và tuổi           | Câu lạc bộ                  |
| --- | ------ | --------------- | --------------------------- | --------------------------- |
| 1   | TM     | Song Bum-keun   | 15 tháng 10, 1997 (22 tuổi) | Jeonbuk Hyundai             |
| 2   | HV     | Lee You-hyeon   | 8 tháng 2, 1997 (22 tuổi)   | Jeonnam Dragons             |
| 3   | HV     | Kang Yun-seong  | 1 tháng 7, 1997 (22 tuổi)   | Jeju United                 |
| 4   | HV     | Lee Sang-min    | 1 tháng 1, 1998 (22 tuổi)   | Ulsan Hyundai               |
| 5   | HV     | Jeong Tae-wook  | 16 tháng 5, 1997 (22 tuổi)  | Daegu FC                    |
| 6   | TV     | Kim Dong-hyun   | 11 tháng 6, 1997 (22 tuổi)  | Seongnam FC                 |
| 7   | TĐ     | Jeong Woo-yeong | 20 tháng 9, 1999 (20 tuổi)  | SC Freiburg                 |
| 8   | TV     | Kim Jin-kyu     | 24 tháng 2, 1997 (22 tuổi)  | Busan IPark                 |
| 9   | TĐ     | Cho Kyu-seong   | 25 tháng 1, 1998 (21 tuổi)  | FC Anyang                   |
| 10  | TV     | Lee Dong-gyeong | 20 tháng 9, 1997 (22 tuổi)  | Ulsan Hyundai               |
| 11  | TĐ     | Lee Dong-jun    | 1 tháng 2, 1997 (22 tuổi)   | Busan IPark                 |
| 12  | HV     | Kim Jae-woo     | 6 tháng 2, 1998 (21 tuổi)   | Bucheon FC 1995             |
| 13  | HV     | Kim Jin-ya      | 30 tháng 6, 1998 (21 tuổi)  | FC Seoul                    |
| 14  | TĐ     | Kim Dae-won     | 10 tháng 2, 1997 (22 tuổi)  | Daegu FC                    |
| 15  | HV     | Kim Tae-hyeon   | 17 tháng 9, 2000 (19 tuổi)  | Daejeon Citizen             |
| 16  | TV     | Jung Seung-won  | 27 tháng 2, 1997 (22 tuổi)  | Daegu FC                    |
| 17  | TĐ     | Um Won-sang     | 6 tháng 1, 1999 (21 tuổi)   | Gwangju FC                  |
| 18  | TĐ     | Oh Se-hun       | 15 tháng 1, 1999 (20 tuổi)  | Ulsan Hyundai               |
| 19  | TV     | Maeng Seong-ung | 4 tháng 2, 1998 (21 tuổi)   | FC Anyang                   |
| 20  | TV     | Won Du-jae      | 18 tháng 11, 1997 (22 tuổi) | Avispa Fukuoka              |
| 21  | TM     | An Chan-gi      | 6 tháng 4, 1998 (21 tuổi)   | Incheon National University |
| 22  | HV     | Yoon Jong-gyu   | 20 tháng 3, 1998 (21 tuổi)  | FC Seoul                    |
| 23  | TM     | Ahn Joon-soo    | 28 tháng 1, 1998 (21 tuổi)  | Kagoshima United            |

### Trung Quốc
Huấn luyện viên: Hao Wei
Đội hình sơ bộ đã được công bố vào ngày 28 tháng 11 năm 2019. Đội hình cuối cùng đã được công bố vào ngày 31 tháng 12 năm 2019.
| 0#0 | Vị trí | Cầu thủ            | Ngày sinh và tuổi           | Câu lạc bộ            |
| --- | ------ | ------------------ | --------------------------- | --------------------- |
| 1   | TM     | Li Guanxi          | 25 tháng 9, 1998 (21 tuổi)  | Shandong Luneng       |
| 2   | HV     | Tong Lei           | 16 tháng 12, 1997 (22 tuổi) | Chiết Giang Lục Thành |
| 3   | TV     | Huang Zhengyu      | 24 tháng 1, 1997 (22 tuổi)  | Guangzhou R&F         |
| 4   | HV     | Wei Zhen           | 12 tháng 2, 1997 (22 tuổi)  | Shanghai SIPG         |
| 5   | HV     | Zhu Chenjie        | 23 tháng 8, 2000 (19 tuổi)  | Thượng Hải Thân Hoa   |
| 6   | TV     | Huang Cong         | 6 tháng 1, 1997 (23 tuổi)   | Shandong Luneng       |
| 7   | TĐ     | Yang Liyu          | 13 tháng 2, 1997 (22 tuổi)  | Quảng Châu Hằng Đại   |
| 8   | TV     | Duan Liuyu         | 24 tháng 7, 1998 (21 tuổi)  | Shandong Luneng       |
| 9   | TĐ     | Zhang Yuning       | 5 tháng 1, 1997 (23 tuổi)   | Bắc Kinh Quốc An      |
| 10  | TĐ     | Hồ Tĩnh Hàng       | 23 tháng 3, 1997 (22 tuổi)  | Shanghai SIPG         |
| 11  | TĐ     | Chen Binbin        | 10 tháng 6, 1998 (21 tuổi)  | Shanghai SIPG         |
| 12  | TM     | Chen Wei           | 14 tháng 2, 1998 (21 tuổi)  | Shanghai SIPG         |
| 13  | TĐ     | Zhou Junchen       | 23 tháng 3, 2000 (19 tuổi)  | Thượng Hải Thân Hoa   |
| 14  | HV     | Zhao Jianfei       | 21 tháng 1, 1999 (20 tuổi)  | Shandong Luneng       |
| 15  | HV     | Feng Boxuan        | 18 tháng 3, 1997 (22 tuổi)  | Quảng Châu Hằng Đại   |
| 16  | HV     | Yang Shuai         | 28 tháng 1, 1997 (22 tuổi)  | Chongqing Lifan       |
| 17  | TĐ     | Hoàng Tử Xương     | 4 tháng 4, 1997 (22 tuổi)   | Giang Tô Tô Ninh      |
| 18  | HV     | Jiang Shenglong    | 24 tháng 12, 2000 (19 tuổi) | Thượng Hải Thân Hoa   |
| 19  | TĐ     | Tian Xin           | 29 tháng 3, 1998 (21 tuổi)  | Shandong Luneng       |
| 20  | HV     | Dilmurat Mawlanyaz | 8 tháng 4, 1998 (21 tuổi)   | Chongqing Lifan       |
| 21  | TV     | Zhang Lingfeng     | 28 tháng 2, 1997 (22 tuổi)  | Giang Tô Tô Ninh      |
| 22  | TM     | Zhang Yan          | 30 tháng 3, 1997 (22 tuổi)  | Giang Tô Tô Ninh      |
| 23  | TĐ     | Chen Pu            | 15 tháng 1, 1997 (22 tuổi)  | Shandong Luneng       |

### Iran
Huấn luyện viên: Hamid Estili
Đội hình cuối cùng đã được công bố vào ngày 30 tháng 12 năm 2019.
| 0#0 | Vị trí | Cầu thủ                   | Ngày sinh và tuổi           | Câu lạc bộ           |
| --- | ------ | ------------------------- | --------------------------- | -------------------- |
| 1   | TM     | Habib Far Abbasi          | 4 tháng 9, 1997 (22 tuổi)   | Naft Masjed Soleyman |
| 2   | HV     | Hossein Saki              | 10 tháng 5, 1997 (22 tuổi)  | Naft Abadan          |
| 3   | HV     | Mehran Derakhshan Mehr    | 10 tháng 8, 1998 (21 tuổi)  | Zob Ahan             |
| 4   | HV     | Mojtaba Najjarian         | 25 tháng 1, 1998 (21 tuổi)  | Foolad               |
| 5   | HV     | Shahin Taherkhani         | 7 tháng 1, 1997 (23 tuổi)   | Esteghlal            |
| 6   | TV     | Sina Zamehran             | 10 tháng 3, 1997 (22 tuổi)  | Shahr Khodro         |
| 7   | TĐ     | Amir Roostaei             | 5 tháng 8, 1997 (22 tuổi)   | Persepolis           |
| 8   | TV     | Mehdi Mehdikhani          | 28 tháng 7, 1997 (22 tuổi)  | Varaždin             |
| 9   | TĐ     | Allahyar Sayyadmanesh     | 29 tháng 6, 2001 (18 tuổi)  | İstanbulspor         |
| 10  | TV     | Reza Shekari              | 31 tháng 5, 1998 (21 tuổi)  | Tractor              |
| 11  | TĐ     | Mehdi Ghaedi              | 5 tháng 12, 1998 (21 tuổi)  | Esteghlal            |
| 12  | TM     | Meraj Esmaeili            | 13 tháng 1, 2000 (19 tuổi)  | Zob Ahan             |
| 13  | TV     | Amir Hossein Hosseinzadeh | 30 tháng 10, 2000 (19 tuổi) | Saipa                |
| 14  | TĐ     | Reza Jabireh              | 7 tháng 7, 1997 (22 tuổi)   | Naft Abadan          |
| 15  | TV     | Reza Dehghani             | 7 tháng 1, 1998 (22 tuổi)   | Nassaji Mazandaran   |
| 16  | TV     | Mohammad Mohebi           | 20 tháng 12, 1998 (21 tuổi) | Sepahan              |
| 17  | TV     | Jafar Salmani             | 12 tháng 1, 1997 (22 tuổi)  | Naft Abadan          |
| 18  | TĐ     | Ali Shojaei               | 27 tháng 1, 1997 (22 tuổi)  | Nassaji Mazandaran   |
| 19  | TV     | Matin Karimzadeh          | 1 tháng 7, 1998 (21 tuổi)   | Pars Jonoubi Jam     |
| 20  | TV     | Mohammad Khodabandelou    | 7 tháng 9, 1999 (20 tuổi)   | Paykan               |
| 21  | HV     | Omid Noorafkan            | 9 tháng 4, 1997 (22 tuổi)   | Sepahan              |
| 22  | TM     | Mehdi Norollahi           | 24 tháng 3, 1997 (22 tuổi)  | Saipa                |
| 23  | HV     | Aref Aghasi               | 2 tháng 1, 1997 (23 tuổi)   | Foolad               |

## Bảng D

### Việt Nam
Huấn luyện viên:  Park Hang-seo
Đội hình sơ bộ đã được công bố vào ngày 12 tháng 12 năm 2019. Đội hình cuối cùng đã được công bố vào ngày 7 tháng 1 năm 2020.
| 0#0 | Vị trí | Cầu thủ             | Ngày sinh và tuổi           | Câu lạc bộ            |
| --- | ------ | ------------------- | --------------------------- | --------------------- |
| 1   | TM     | Bùi Tiến Dũng       | 28 tháng 2, 1997 (22 tuổi)  | Thành phố Hồ Chí Minh |
| 2   | HV     | Đỗ Thanh Thịnh      | 18 tháng 8, 1998 (21 tuổi)  | Đà Nẵng               |
| 3   | HV     | Huỳnh Tấn Sinh      | 6 tháng 4, 1998 (21 tuổi)   | Quảng Nam             |
| 4   | HV     | Hồ Tấn Tài          | 6 tháng 11, 1997 (22 tuổi)  | Becamex Bình Dương    |
| 5   | HV     | Nguyễn Đức Chiến    | 24 tháng 8, 1998 (21 tuổi)  | Viettel               |
| 6   | HV     | Lê Ngọc Bảo         | 29 tháng 3, 1998 (21 tuổi)  | Phố Hiến              |
| 7   | TV     | Triệu Việt Hưng     | 19 tháng 1, 1997 (22 tuổi)  | Hoàng Anh Gia Lai     |
| 8   | TV     | Trần Thanh Sơn      | 30 tháng 12, 1997 (22 tuổi) | Hoàng Anh Gia Lai     |
| 9   | TĐ     | Hà Đức Chinh        | 22 tháng 9, 1997 (22 tuổi)  | Đà Nẵng               |
| 10  | TV     | Nguyễn Hữu Thắng    | 19 tháng 5, 2000 (19 tuổi)  | Viettel               |
| 11  | TĐ     | Nguyễn Trọng Hùng   | 3 tháng 10, 1997 (22 tuổi)  | Thanh Hóa             |
| 12  | TV     | Trương Văn Thái Quý | 22 tháng 8, 1997 (22 tuổi)  | Hà Nội                |
| 13  | TĐ     | Nhâm Mạnh Dũng      | 12 tháng 4, 2000 (19 tuổi)  | Viettel               |
| 14  | TV     | Nguyễn Hoàng Đức    | 11 tháng 1, 1998 (21 tuổi)  | Viettel               |
| 15  | TV     | Bùi Tiến Dụng       | 23 tháng 11, 1998 (21 tuổi) | Đà Nẵng               |
| 16  | HV     | Nguyễn Thành Chung  | 8 tháng 9, 1997 (22 tuổi)   | Hà Nội                |
| 17  | TV     | Trần Bảo Toàn       | 14 tháng 7, 2000 (19 tuổi)  | Hoàng Anh Gia Lai     |
| 18  | TM     | Nguyễn Văn Toản     | 26 tháng 11, 1999 (20 tuổi) | Hải Phòng             |
| 19  | TV     | Nguyễn Quang Hải    | 12 tháng 4, 1997 (22 tuổi)  | Hà Nội                |
| 20  | HV     | Bùi Hoàng Việt Anh  | 1 tháng 1, 1999 (21 tuổi)   | Hà Nội                |
| 21  | TV     | Trần Đình Trọng     | 25 tháng 4, 1997 (22 tuổi)  | Hà Nội                |
| 22  | TĐ     | Nguyễn Tiến Linh    | 20 tháng 10, 1997 (22 tuổi) | Becamex Bình Dương    |
| 23  | TM     | Y Êli Niê           | 8 tháng 1, 2001 (19 tuổi)   | Đắk Lắk               |

### CHDCND Triều Tiên
Huấn luyện viên: Ri Yu-il
| 0#0 | Vị trí | Cầu thủ        | Ngày sinh và tuổi           | Câu lạc bộ        |
| --- | ------ | -------------- | --------------------------- | ----------------- |
| 1   | TM     | Kang Ju-hyok   | 31 tháng 5, 1997 (22 tuổi)  | Hwaebul           |
| 2   | HV     | Pak Chol-ju    |                             | Sonbong           |
| 3   | HV     | Pak Kwang-chon | 12 tháng 1, 1999 (20 tuổi)  | Ryomyong          |
| 4   | TV     | So Jong-gil    |                             | Kigwancha         |
| 5   | HV     | Jang Song-il   | 21 tháng 3, 1998 (21 tuổi)  | Ryomyong          |
| 6   | HV     | Choe Jin-nam   | 20 tháng 11, 1998 (21 tuổi) | Ryomyong          |
| 7   | TV     | Ri Chung-gyu   | 30 tháng 9, 1998 (21 tuổi)  | Kigwancha         |
| 8   | HV     | Jong Kum-song  | 24 tháng 1, 1997 (22 tuổi)  | Rimyongsu         |
| 9   | TV     | Kim Kwang-hyok | 24 tháng 3, 1997 (22 tuổi)  | Sobaeksu          |
| 10  | TV     | Kim Kum-chol   | 7 tháng 4, 1997 (22 tuổi)   | Rimyongsu         |
| 11  | TV     | Pak Kwang-hun  | 18 tháng 4, 1997 (22 tuổi)  | Rimyongsu         |
| 12  | TV     | Kang Kuk-chol  | 29 tháng 9, 1999 (20 tuổi)  | Rimyongsu         |
| 13  | TĐ     | Sim Ju-il      | 23 tháng 2, 2000 (19 tuổi)  | Amnokgang         |
| 14  | TV     | Choe Ok-chol   | 11 tháng 11, 1998 (21 tuổi) | Kigwancha         |
| 15  | TV     | Ryang Hyon-ju  | 31 tháng 5, 1998 (21 tuổi)  | Waseda University |
| 16  | TV     | Mu In-ju       |                             | Korea University  |
| 17  | HV     | Ri Yong-gwon   | 3 tháng 3, 1998 (21 tuổi)   | Hwaebul           |
| 18  | TM     | Kim Ju-song    | 13 tháng 11, 1999 (20 tuổi) | Sobaeksu          |
| 19  | TV     | Kim Kyong-sok  | 19 tháng 2, 2000 (19 tuổi)  | Sonbong           |
| 20  | TV     | Choe Song-hyok | 8 tháng 2, 1998 (21 tuổi)   | Arezzo            |
| 21  | TM     | Ri Chol-song   | 13 tháng 3, 1998 (21 tuổi)  | Ryomyong          |
| 22  | TĐ     | Kim Kuk-jin    | 11 tháng 10, 2000 (19 tuổi) | Kigwancha         |
| 23  | TĐ     | Kim Hwi-hwang  | 25 tháng 1, 2000 (19 tuổi)  | Sonbong           |

### Jordan
Huấn luyện viên: Ahmed Abdel-Qader
Đội hình cuối cùng đã được công bố vào ngày 20 tháng 12 năm 2019.
| 0#0 | Vị trí | Cầu thủ              | Ngày sinh và tuổi          | Câu lạc bộ      |
| --- | ------ | -------------------- | -------------------------- | --------------- |
| 1   | TM     | Abdallah Al-Fakhouri | 22 tháng 1, 2000 (19 tuổi) | Al-Wehdat       |
| 2   | HV     | Ihab Al-Khawaldeh    | 11 tháng 3, 1997 (22 tuổi) | FC Ma'an        |
| 3   | HV     | Yazan Abdelaal       | 7 tháng 1, 1999 (21 tuổi)  | FC Ma'an        |
| 4   | HV     | Ahmad Haikal         | 2 tháng 4, 1997 (22 tuổi)  | Al-Wehdat       |
| 5   | HV     | Hadi Al-Hourani      | 14 tháng 3, 2000 (19 tuổi) | Al-Ramtha       |
| 6   | HV     | Danial Afaneh        | 24 tháng 3, 2001 (18 tuổi) | Al-Wehdat       |
| 7   | TV     | Omar Hani            | 27 tháng 6, 1999 (20 tuổi) | APOEL           |
| 8   | TV     | Noor Al-Rawabdeh     | 24 tháng 2, 1997 (22 tuổi) | APOEL           |
| 9   | TV     | Mohammad Bani Atieh  | 13 tháng 2, 1999 (20 tuổi) | Al-Faisaly      |
| 10  | TV     | Musa Al-Taamari      | 10 tháng 6, 1997 (22 tuổi) | APOEL           |
| 11  | TV     | Mohammad Masheh      | 30 tháng 1, 1997 (22 tuổi) | Shabab Al-Ordon |
| 12  | TM     | Ahmad Juaidi         | 9 tháng 4, 2001 (18 tuổi)  | Shabab Al-Ordon |
| 13  | HV     | Shoqi Al-Quz'a       | 14 tháng 1, 1999 (20 tuổi) | Shabab Al-Ordon |
| 14  | TĐ     | Ali Olwan            | 26 tháng 3, 2000 (19 tuổi) | Al-Jazeera      |
| 15  | HV     | Saed Al-Rosan        | 1 tháng 2, 1997 (22 tuổi)  | FC Ma'an        |
| 16  | TV     | Nizar Al-Rashdan     | 23 tháng 3, 1999 (20 tuổi) | Al-Hussein      |
| 17  | TĐ     | Mohammad Aburiziq    | 1 tháng 2, 1999 (20 tuổi)  | Al-Baqa'a       |
| 18  | TV     | Ibrahim Sa'deh       | 27 tháng 4, 2000 (19 tuổi) | Al-Jazeera      |
| 19  | TĐ     | Yazan Al-Naimat      | 4 tháng 6, 1999 (20 tuổi)  | Shabab Al-Ordon |
| 20  | TĐ     | Mohammad Al Zu'bi    | 15 tháng 4, 1999 (20 tuổi) | Al-Ramtha       |
| 21  | TV     | Ward Al-Barri        | 29 tháng 6, 1997 (22 tuổi) | Shabab Al-Ordon |
| 22  | TM     | Ra'fat Al-Rabie      | 31 tháng 7, 1997 (22 tuổi) | Al-Ramtha       |
| 23  | TĐ     | Mohannad Semreen     | 8 tháng 1, 2002 (18 tuổi)  | Al-Wehdat       |

### Các Tiểu vương quốc Ả Rập Thống nhất
Huấn luyện viên:  Maciej Skorża
Đội hình sơ bộ đã được công bố vào ngày 31 tháng 12 năm 2019.
| 0#0 | Vị trí | Cầu thủ              | Ngày sinh và tuổi           | Câu lạc bộ       |
| --- | ------ | -------------------- | --------------------------- | ---------------- |
| 1   | TM     | Mohamed Al Shamsi    | 4 tháng 1, 1997 (23 tuổi)   | Al-Wahda         |
| 2   | HV     | Hamdan Nasser        | 24 tháng 4, 1997 (22 tuổi)  | Al-Ittihad Kalba |
| 3   | HV     | Mohammed Ali Shaker  | 27 tháng 4, 1997 (22 tuổi)  | Al-Ain           |
| 4   | TV     | Mohammed Al Attas    | 5 tháng 8, 1997 (22 tuổi)   | Al-Jazira        |
| 5   | HV     | Khalifa Al Hammadi   | 7 tháng 11, 1998 (21 tuổi)  | Al-Jazira        |
| 6   | TV     | Majed Suroor         | 14 tháng 10, 1997 (22 tuổi) | Al-Sharjah       |
| 7   | TĐ     | Zaid Al-Ameri        | 14 tháng 1, 1997 (22 tuổi)  | Al-Jazira        |
| 8   | TV     | Tahnoon Al-Zaabi     | 10 tháng 4, 1999 (20 tuổi)  | Al-Wahda         |
| 9   | TV     | Ali Saleh            | 22 tháng 1, 2000 (19 tuổi)  | Al-Wasl          |
| 10  | TV     | Jassem Yaqoub        | 16 tháng 3, 1997 (22 tuổi)  | Al-Nasr          |
| 11  | TĐ     | Mohammed Al-Hammadi  | 11 tháng 5, 1997 (22 tuổi)  | Baniyas          |
| 12  | HV     | Khaled Ibrahim       | 17 tháng 1, 1997 (22 tuổi)  | Baniyas          |
| 13  | TV     | Abdullah Ramadan     | 7 tháng 3, 1998 (21 tuổi)   | Al-Jazira        |
| 14  | HV     | Abdulrahman Saleh    | 3 tháng 6, 1999 (20 tuổi)   | Al-Wasl          |
| 15  | TV     | Khalfan Hassan       | 7 tháng 1, 1999 (21 tuổi)   | Shabab Al-Ahli   |
| 16  | TV     | Yahia Nader          | 11 tháng 9, 1998 (21 tuổi)  | Al-Ain           |
| 17  | TM     | Khalid Abdulrahman   | 18 tháng 4, 1997 (22 tuổi)  | Baniyas          |
| 18  | TV     | Majed Rashed         | 16 tháng 5, 2000 (19 tuổi)  | Al-Ittihad Kalba |
| 19  | TĐ     | Abdullah Anwar       | 2 tháng 6, 1999 (20 tuổi)   | Al-Wahda         |
| 20  | TV     | Yahya Al Ghassani    | 18 tháng 4, 1998 (21 tuổi)  | Al-Wahda         |
| 21  | TV     | Mohammed Jumaa       | 28 tháng 1, 1997 (22 tuổi)  | Shabab Al-Ahli   |
| 22  | TM     | Abdulrahman Al-Ameri | 30 tháng 4, 1998 (21 tuổi)  | Al-Jazira        |
| 23  | HV     | Saeed Suwaidan       | 19 tháng 5, 1997 (22 tuổi)  | Al-Nasr          |